# De Klem
De Klem is een buurtschap in de gemeente Hoeksche Waard in de Nederlandse provincie Zuid-Holland. Het ligt drie kilometer ten westen van de plaats Strijen.